# Почуття (фільм, 1968)
«Почуття» (лит. «Jausmai», рос. «Чувства») — литовський радянський драматичний художній фільм 1968 року режисерів Алмантаса Грікявічуса і Альгірдаса Дауса за романом «Клятий кряж» Егонса Лівса. Виробництво Литовської кіностудії.
Прем'єра стрічки у Вільнюсі відбулась у грудні 1968 року. У радянський широкий прокат картина вийшла 1 вересня 1969 року. Фільм розповідає про овдовілого молодого рибалку Каспараса, який з дітьми тікає від війни до брата, котрий одружений з його колишньою коханою, Агнією.

## У ролях
| Актор                 | Роль           | Дубляж               |
| --------------------- | -------------- | -------------------- |
| Регімантас Адомайтіс  | Каспарас       | Олександр Дем'яненко |
| Юозас Будрайтіс       | Андрюс         | Ігор Єфімов          |
| Регіна Палюкайтіте    | Агнія          | Лілія Архіпова       |
| Бронюс Бабкаускас     | Вайткявічус    | Леонід Биков         |
| Єугенія Байоріте      | Мортас / Джейн | Лілія Гурова         |
| Альгімантас Масюліс   | Фердинанд      | Павло Кашлаков       |
| Вітаутас Паукште      | учитель        | Юрій Дедович         |
| Казімірас Валайтіс    | Вітаутас       | Олександр Суснін     |
| Аурелія Мікушаускайте | Гертруда       | Галина Теплинська    |

## Виробництво
Для радянського широкого прокату фільм було дубльовано російською мовою на студії «Ленфільм».

## Визнання
| Нагороди та номінації фільму «Почуття» | Нагороди та номінації фільму «Почуття» | Нагороди та номінації фільму «Почуття» | Нагороди та номінації фільму «Почуття» | Нагороди та номінації фільму «Почуття» | Нагороди та номінації фільму «Почуття» |
| Рік                                    | Кінопремія / Кінофестиваль             | Категорія / Нагорода                   | Номінант                               | Результат                              |                                        |
| -------------------------------------- | -------------------------------------- | -------------------------------------- | -------------------------------------- | -------------------------------------- | -------------------------------------- |
| 1975                                   | Сан-Ремський міжнародний кінофестиваль | Спеціальний приз журі                  | «Почуття»                              | Перемога                               |                                        |